# 희망로 (성남시)
희망로(Huimang-ro)는 경기도 성남시 중원구 야탑동 도촌사거리 에서 금광삼거리를 잇는 중원구에 있는 도로이다.

## 주요 경유지
경기도
- 성남시 분당구 (야탑동) - 중원구 (도촌동 . 금광동 . 신흥동)

## 노선
| 이름               | 접속 노선                 | 소재지        | 소재지        | 소재지        | 비고          |
| 양천로와 직결      | 양천로와 직결             | 양천로와 직결 | 양천로와 직결 | 양천로와 직결 | 양천로와 직결 |
| ------------------ | ------------------------- | ------------- | ------------- | ------------- | ------------- |
| 도촌사거리         | 돌마로                    | 성남시        | 분당구        | 야탑동        |               |
| 섬마을입구사거리   | 공원로 도촌남로           | 성남시        | 중원구        | 도촌동        |               |
| 대원지하차도       |                           | 성남시        | 중원구        | 도촌동        |               |
| 섬말IC             | 국도 제3호선 (성남이천로) | 성남시        | 중원구        | 도촌동        |               |
| 갈현IC             | 경충대로                  | 성남시        | 중원구        | 도촌동        |               |
| 대원터널           |                           | 성남시        | 중원구        | 도촌동        |               |
|                    | 상대원동                  | 성남시        | 중원구        |               |               |
| 대원사거리         | 둔촌대로                  | 성남시        | 중원구        |               |               |
| (상대원시장앞)     | 금상로                    | 성남시        | 중원구        |               |               |
| 해오름사거리       | 광명로                    | 성남시        | 중원구        | 금광동        | 단대고가      |
| 단대오거리역사거리 | 산성대로                  | 성남시        | 중원구        | 금광동        | 단대고가      |
| 산성동삼거리       | 수정로                    | 성남시        | 중원구        | 신흥동        |               |